# Gniewoszów (gmina)
Gniewoszów (do 1954 gmina Sarnów) – gmina wiejska w województwie mazowieckim, w powiecie kozienickim. W latach 1975–1998 gmina położona była w województwie radomskim.
Siedziba gminy to Gniewoszów.
Według danych z 30 czerwca 2004 gminę zamieszkiwały 4232 osoby.

## Struktura powierzchni
Według danych z roku 2002 gmina Gniewoszów ma obszar 84,29 km², w tym:
- użytki rolne: 79%
- użytki leśne: 9%

Gmina stanowi 9,19% powierzchni powiatu.

## Demografia

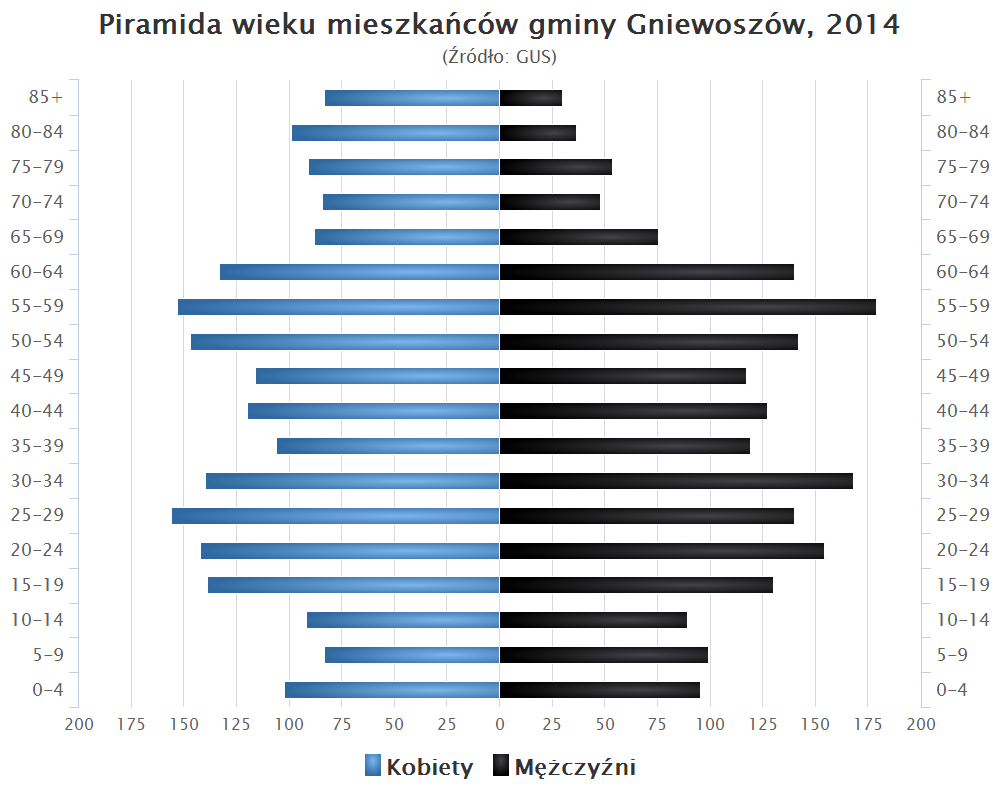
Piramida wieku mieszkańców gminy Gniewoszów w 2014 roku

Dane z 30 czerwca 2004:
| Opis                              | Ogółem | Ogółem | Kobiety | Kobiety | Mężczyźni | Mężczyźni |
| --------------------------------- | ------ | ------ | ------- | ------- | --------- | --------- |
| jednostka                         | osób   | %      | osób    | %       | osób      | %         |
| populacja                         | 4232   | 100    | 2217    | 52,4    | 2015      | 47,6      |
| gęstość zaludnienia (mieszk./km²) | 50,2   | 50,2   | 26,3    | 26,3    | 23,9      | 23,9      |

## Sołectwa
Boguszówka, Borek, Gniewoszów, Kociołek, Marianów, Markowola, Markowola-Kolonia, Mieścisko, Oleksów, Regów Stary, Sarnów, Sławczyn, Wólka Bachańska, Wysokie Koło, Zalesie, Zdunków, Zwola
Miejscowości podstawowe bez statusu sołectwa to: Podmieście, Regów Nowy, Stawki.

## Sąsiednie gminy
Garbatka-Letnisko, Policzna, Puławy, Sieciechów